# Sous-sol (film)
Pour les articles homonymes, voir Sous-sol.
Pour plus de détails, voir Fiche technique et Distribution.
Sous-sol est un film canadien réalisé par Pierre Gang, sorti en 1996.

## Fiche technique
- Titre : Sous-sol
- Réalisation : Pierre Gang
- Scénario : Pierre Gang
- Musique : Anne Bourne	et Ken Myhr
- Photographie : Pierre Mignot
- Montage : Yves Chaput et Florence Moureaux
- Costumes : Suzanne Harel
- Décors : François Laplante
- Production : Roger Frappier
- Société de production : Max Films Productions
- Langue : français
- Pays :  Canada
- Durée : 90 minutes

## Distribution
- Louise Portal : La Reine
- Isabelle Pasco : Françoise
- Richard Moffatt : René
- Patrice Godin : Roch
- Daniel Gadouas : Raymond
- Pascale Desrochers : Sylvie, 20 ans